# BetVictor European Series 2020
La BetVictor European Series 2020 è la 1ª edizione di una serie di quattro tornei sponsorizzati dalla BetVictor che fanno parte della stagione 2019-2020 di snooker.

## Tornei
| European Masters                | German Masters                | Shoot-Out                      | Gibraltar Open              |
| ------------------------------- | ----------------------------- | ------------------------------ | --------------------------- |
| Neil Robertson 9-0 Zhou Yuelong | Judd Trump 9-6 Neil Robertson | Michael Holt 64-1 Zhou Yuelong | Judd Trump 4-3 Kyren Wilson |

Con £130.000 accumulate in questi tornei, Judd Trump vince la 1ª edizione della BetVictor European Series conquistando anche il bonus di £150.000.

## Classifica
| N°  | Giocatore             | Soldi accumulati | European Masters     | German Masters       | Shoot-Out                     | Gibraltar Open                |
| --- | --------------------- | ---------------- | -------------------- | -------------------- | ----------------------------- | ----------------------------- |
| 1   | Judd Trump            | £130.000         | Non qualificato      | Vincitore            | Non disputato                 | Vincitore                     |
| 2   | Neil Robertson        | £115.000         | Vincitore            | Finalista            | Non disputato                 | Sessantaquattresimi di finale |
| 3   | Zhou Yuelong          | £60.000          | Finalista            | Non qualificato      | Finalista                     | Trentaduesimi di finale       |
| 4   | Michael Holt          | £59.000          | Ottavi di finale     | Non qualificato      | Vincitore                     | Sedicesimi di finale          |
| 5   | Kyren Wilson          | £27.500          | Sedicesimi di finale | Non qualificato      | Trentaduesimi di finale       | Finalista                     |
| 6   | Graeme Dott           | £26.000          | Ottavi di finale     | Semifinalista        | Non disputato                 | Sessantaquattresimi di finale |
| 7   | Shaun Murphy          | £25.000          | Non qualificato      | Semifinalista        | Ottavi di finale              | Non disputato                 |
| 8   | Gary Wilson           | £22.500          | Semifinalista        | Ottavi di finale     | Sessantaquattresimi di finale | Sessantaquattresimi di finale |
| 9   | Ali Carter            | £21.000          | Semifinalista        | Non qualificato      | Trentaduesimi di finale       | Sessantaquattresimi di finale |
| 10  | Thepchaiya Un-Nooh    | £19.500          | Quarti di finale     | Non qualificato      | Trentaduesimi di finale       | Quarti di finale              |
| 11  | Zhao Xintong          | £19.500          | Ottavi di finale     | Quarti di finale     | Trentaduesimi di finale       | Sedicesimi di finale          |
| 12  | Scott Donaldson       | £19.000          | Quarti di finale     | Ottavi di finale     | Sessantaquattresimi di finale | Sedicesimi di finale          |
| 13  | Lyu Haotian           | £16.000          | Sedicesimi di finale | Sedicesimi di finale | Semifinali                    | Ottavi di finale              |
| 14  | Mark Williams         | £15.500          | Sedicesimi di finale | Ottavi di finale     | Trentaduesimi di finale       | Semifinalista                 |
| 15  | Yan Bingtao           | £15.000          | Sedicesimi di finale | Non qualificato      | Semifinali                    | Sessantaquattresimi di finale |
| 16  | Barry Hawkins         | £14.000          | Quarti di finale     | Non qualificato      | Sedicesimi di finale          | Trentaduesimi di finale       |
| 17  | Elliot Slessor        | £13.500          | Non qualificato      | Quarti di finale     | Trentaduesimi di finale       | Sedicesimi di finale          |
| 18  | Xiao Guodong          | £13.000          | Ottavi di finale     | Non qualificato      | Sedicesimi finale             | Semifinalista                 |
| 19  | Liang Wenbó           | £13.000          | Sedicesimi di finale | Non qualificato      | Sedicesimi di finale          | Quarti di finale              |
| 20  | Matthew Selt          | £13.000          | Non qualificato      | Quarti di finale     | Sessantaquattresimi di finale | Sessantaquattresimi di finale |
| 21  | Tian Pengfei          | £12.500          | Sedicesimi di finale | Sedicesimi di finale | Trentaduesimi di finale       | Ottavi di finale              |
| 22  | David Grace           | £12.000          | Non qualificato      | Sedicesimi di finale | Sessantaquattresimi di finale | Quarti di finale              |
| 23  | Luca Brecel           | £12.000          | Sedicesimi di finale | Ottavi di finale     | Sessantaquattresimi di finale | Sedicesimi di finale          |
| 24  | Mark Selby            | £12.000          | Ottavi di finale     | Non qualificato      | Sessantaquattresimi di finale | Sedicesimi di finale          |
| 25  | Ben Woollaston        | £11.000          | Non qualificato      | Non qualificato      | Quarti di finale              | Ottavi di finale              |
| 26  | Li Hang               | £11.000          | Non qualificato      | Non qualificato      | Sedicesimi di finale          | Ottavi di finale              |
| 27  | Tom Ford              | £11.000          | Non qualificato      | Sedicesimi di finale | Sessantaquattresimi di finale | Ottavi di finale              |
| 28  | Marco Fu              | £11.000          | Quarti di finale     | Non qualificato      | Non disputato                 | Non disputato                 |
| 29  | Anthony McGill        | £10.000          | Non qualificato      | Sedicesimi di finale | Quarti di finale              | Trentaduesimi di finale       |
| 30  | Michael Georgiou      | £10.000          | Non qualificato      | Quarti di finale     | Sessantaquattresimi di finale | Sessantaquattresimi di finale |
| 31  | John Higgins          | £10.000          | Ottavi di finale     | Sedicesimi di finale | Non disputato                 | Sessantaquattresimi di finale |
| 32  | Ding Junhui           | £10.000          | Ottavi di finale     | Sedicesimi di finale | Non disputato                 | Non disputato                 |
| 33  | Joe Perry             | £9.000           | Non qualificato      | Non qualificato      | Ottavi di finale              | Sedicesimi di finale          |
| 34  | Stuart Bingham        | £9.000           | Non qualificato      | Non qualificato      | Sessantaquattresimi di finale | Sedicesimi di finale          |
| 35  | Martin Gould          | £9.000           | Non qualificato      | Non qualificato      | Sessantaquattresimi di finale | Sedicesimi di finale          |
| 36  | Mei Xiwen             | £9.000           | Non qualificato      | Non qualificato      | Quarti di finale              | Trentaduesimi di finale       |
| 37  | Yuan Sijun            | £9.000           | Non qualificato      | Sedicesimi di finale | Sessantaquattresimi di finale | Trentaduesimi di finale       |
| 38  | Jak Jones             | £9.000           | Sedicesimi di finale | Sedicesimi di finale | Sedicesimi di finale          | Sessantaquattresimi di finale |
| 39  | Robbie Williams       | £9.000           | Sedicesimi di finale | Ottavi di finale     | Non disputato                 | Sessantaquattresimi di finale |
| 40  | Jimmy Robertson       | £8.000           | Non qualificato      | Non qualificato      | Sessantaquattresimi di finale | Quarti di finale              |
| 41  | Fergal O'Brien        | £8.000           | Sedicesimi di finale | Non qualificato      | Sessantaquattresimi di finale | Ottavi di finale              |
| 42  | Jamie Clarke          | £8.000           | Non qualificato      | Sedicesimi di finale | Ottavi di finale              | Trentaduesimi di finale       |
| 43  | Jackson Page          | £8.000           | Ottavi di finale     | Non qualificato      | Sessantaquattresimi di finale | Trentaduesimi di finale       |
| 44  | Ian Burns             | £8.000           | Non qualificato      | Sedicesimi di finale | Sedicesimi di finale          | Sessantaquattresimi di finale |
| 45  | Mitchell Mann         | £8.000           | Non qualificato      | Ottavi di finale     | Sessantaquattresimi di finale | Sessantaquattresimi di finale |
| 46  | Robert Milkins        | £8.000           | Sedicesimi di finale | Sedicesimi di finale | Sessantaquattresimi di finale | Sessantaquattresimi di finale |
| 47  | Lu Ning               | £7.500           | Sedicesimi di finale | Non qualificato      | Trentaduesimi di finale       | Sedicesimi di finale          |
| 48  | Jack Lisowski         | £7.000           | Non qualificato      | Non qualificato      | Sedicesimi di finale          | Sedicesimi di finale          |
| 49  | Zhang Anda            | £7.000           | Non qualificato      | Non qualificato      | Ottavi di finale              | Trentaduesimi di finale       |
| 50  | Anthony Hamilton      | £7.000           | Non qualificato      | Non qualificato      | Quarti di finale              | Sessantaquattresimi di finale |
| 51  | Gerard Greene         | £7.000           | Non qualificato      | Sedicesimi di finale | Sessantaquattresimi di finale | Sessantaquattresimi di finale |
| 52  | Michael White         | £7.000           | Non qualificato      | Non qualificato      | Sessantaquattresimi di finale | Sessantaquattresimi di finale |
| 53  | Martin O'Donnell      | £6.500           | Non qualificato      | Non qualificato      | Trentaduesimi di finale       | Sedicesimi di finale          |
| 54  | David Lilley          | £6.500           | Sedicesimi di finale | Non qualificato      | Trentaduesimi di finale       | Trentaduesimi di finale       |
| 55  | Daniel Wells          | £6.500           | Sedicesimi di finale | Non qualificato      | Trentaduesimi di finale       | Trentaduesimi di finale       |
| 56  | Jordan Brown          | £6.500           | Non qualificato      | Non qualificato      | Trentaduesimi di finale       | Sessantaquattresimi di finale |
| 57  | Dominic Dale          | £6.500           | Non qualificato      | Non qualificato      | Trentaduesimi di finale       | Sessantaquattresimi di finale |
| 58  | Harvey Chandler       | £6.000           | Non qualificato      | Non qualificato      | Sessantaquattresimi di finale | Sedicesimi di finale          |
| 59  | Oliver Lines          | £6.000           | Non qualificato      | Non qualificato      | Sessantaquattresimi di finale | Sedicesimi di finale          |
| 60  | Chen Zifan            | £6.000           | Non qualificato      | Non qualificato      | Sessantaquattresimi di finale | Sedicesimi di finale          |
| 61  | Alfie Burden          | £6.000           | Sedicesimi di finale | Non qualificato      | Sessantaquattresimi di finale | Trentaduesimi di finale       |
| 62  | Mark Allen            | £6.000           | Non qualificato      | Non qualificato      | Sessantaquattresimi di finale | Sessantaquattresimi di finale |
| 63  | Kacper Filipiak       | £6.000           | Non qualificato      | Non qualificato      | Sessantaquattresimi di finale | Sessantaquattresimi di finale |
| 64  | Sunny Akani           | £6.000           | Non qualificato      | Ottavi di finale     | Sedicesimi di finale          | Non disputato                 |
| 65  | Igor Figueiredo       | £5.500           | Non qualificato      | Non qualificato      | Trentaduesimi di finale       | Trentaduesimi di finale       |
| 66  | Andrew Higginson      | £5.500           | Non qualificato      | Non qualificato      | Trentaduesimi di finale       | Trentaduesimi di finale       |
| 67  | Ryan Day              | £5.500           | Non qualificato      | Non qualificato      | Trentaduesimi di finale       | Trentaduesimi di finale       |
| 68  | Nigel Bond            | £5.500           | Non qualificato      | Ottavi di finale     | Trentaduesimi di finale       | Sessantaquattresimi di finale |
| 69  | Barry Pinches         | £5.000           | Non qualificato      | Non qualificato      | Sessantaquattresimi di finale | Trentaduesimi di finale       |
| 70  | Xu Si                 | £5.000           | Non qualificato      | Non qualificato      | Sessantaquattresimi di finale | Trentaduesimi di finale       |
| 71  | Rod Lawler            | £5.000           | Non qualificato      | Non qualificato      | Sessantaquattresimi di finale | Trentaduesimi di finale       |
| 72  | Lee Walker            | £5.000           | Non qualificato      | Non qualificato      | Sessantaquattresimi di finale | Trentaduesimi di finale       |
| 73  | Mark King             | £5.000           | Non qualificato      | Non qualificato      | Non disputato                 | Trentaduesimi di finale       |
| 74  | Ashley Hugill         | £4.500           | Non disputato        | Non disputato        | Trentaduesimi di finale       | Ottavi di finale              |
| 75  | Alexander Ursenbacher | £4.500           | Non qualificato      | Non qualificato      | Trentaduesimi di finale       | Non disputato                 |
| 76  | Craig Steadman        | £4.000           | Non qualificato      | Non qualificato      | Ottavi di finale              | Trentaduesimi di finale       |
| 77  | Ashley Carty          | £4.000           | Non qualificato      | Non qualificato      | Sedicesimi di finale          | Sessantaquattresimi di finale |
| 78  | Luo Honghao           | £4.000           | Non qualificato      | Non qualificato      | Sedicesimi di finale          | Sessantaquattresimi di finale |
| 79  | Kishan Hirani         | £4.000           | Non qualificato      | Non qualificato      | Sessantaquattresimi di finale | Sessantaquattresimi di finale |
| 80  | Noppon Saengkham      | £4.000           | Non qualificato      | Non qualificato      | Sessantaquattresimi di finale | Sessantaquattresimi di finale |
| 81  | Ross Bulman           | £4.000           | Non qualificato      | Non qualificato      | Sedicesimi di finale          | Non disputato                 |
| 82  | Mark Davis            | £3.500           | Non qualificato      | Non qualificato      | Trentaduesimi di finale       | Sessantaquattresimi di finale |
| 83  | Kurt Maflin           | £3.500           | Non qualificato      | Non qualificato      | Trentaduesimi di finale       | Sessantaquattresimi di finale |
| 84  | Fraser Patrick        | £3.500           | Non qualificato      | Non qualificato      | Trentaduesimi di finale       | Sessantaquattresimi di finale |
| 85  | Matthew Stevens       | £3.500           | Non qualificato      | Non qualificato      | Trentaduesimi di finale       | Non disputato                 |
| 86  | Mark Joyce            | £3.000           | Non qualificato      | Non qualificato      | Sessantaquattresimi di finale | Sedicesimi di finale          |
| 87  | Lei Peifan            | £3.000           | Non qualificato      | Non qualificato      | Sedicesimi di finale          | Trentaduesimi di finale       |
| 88  | Soheil Vahedi         | £3.000           | Non qualificato      | Non qualificato      | Sedicesimi di finale          | Trentaduesimi di finale       |
| 89  | Bai Langning          | £3.000           | Non qualificato      | Non qualificato      | Sessantaquattresimi di finale | Sessantaquattresimi di finale |
| 90  | James Cahill          | £3.000           | Non qualificato      | Non qualificato      | Sessantaquattresimi di finale | Sessantaquattresimi di finale |
| 91  | Andy Hicks            | £3.000           | Non qualificato      | Non qualificato      | Sessantaquattresimi di finale | Sessantaquattresimi di finale |
| 92  | Eden Sharav           | £3.000           | Non qualificato      | Non qualificato      | Sessantaquattresimi di finale | Sessantaquattresimi di finale |
| 93  | Jimmy White           | £3.000           | Non qualificato      | Non qualificato      | Sessantaquattresimi di finale | Sessantaquattresimi di finale |
| 94  | Stephen Maguire       | £3.000           | Non qualificato      | Non qualificato      | Non disputato                 | Sessantaquattresimi di finale |
| 95  | Stuart Carrington     | £3.000           | Non disputato        | Non qualificato      | Sessantaquattresimi di finale | Non disputato                 |
| 96  | Peter Ebdon           | £3.000           | Non qualificato      | Non qualificato      | Non disputato                 | Non disputato                 |
| 97  | Lukas Kleckers        | £3.000           | Non qualificato      | Non qualificato      | Sessantaquattresimi di finale | Non disputato                 |
| 98  | Chang Bingyu          | £2.500           | Non qualificato      | Non qualificato      | Trentaduesimi di finale       | Trentaduesimi di finale       |
| 99  | Chris Wakelin         | £2.500           | Non qualificato      | Non qualificato      | Trentaduesimi di finale       | Trentaduesimi di finale       |
| 100 | Andrew Pagett         | £2.500           | Non disputato        | Non disputato        | Trentaduesimi di finale       | Trentaduesimi di finale       |
| 101 | Sam Craigie           | £2.000           | Non qualificato      | Non qualificato      | Sessantaquattresimi di finale | Trentaduesimi di finale       |
| 102 | Louis Heathcote       | £2.000           | Non qualificato      | Non qualificato      | Sessantaquattresimi di finale | Trentaduesimi di finale       |
| 103 | Duane Jones           | £2.000           | Non qualificato      | Non qualificato      | Sessantaquattresimi di finale | Trentaduesimi di finale       |
| 104 | Jamie O'Neill         | £2.000           | Non qualificato      | Non qualificato      | Sessantaquattresimi di finale | Trentaduesimi di finale       |
| 105 | Hossein Vafaei        | £2.000           | Non qualificato      | Non qualificato      | Sessantaquattresimi di finale | Trentaduesimi di finale       |
| 106 | Amiri Amine           | £2.000           | Non disputato        | Non disputato        | Sessantaquattresimi di finale | Trentaduesimi di finale       |
| 107 | Billy Joe Castle      | £2.000           | Non qualificato      | Non qualificato      | Ottavi di finale              | Sessantaquattresimi di finale |
| 108 | Mike Dunn             | £2.000           | Non qualificato      | Non qualificato      | Ottavi di finale              | Sessantaquattresimi di finale |
| 109 | Peter Lines           | £2.000           | Non qualificato      | Non qualificato      | Ottavi di finale              | Sessantaquattresimi di finale |
| 110 | Brandon Sargeant      | £1.000           | Non qualificato      | Non qualificato      | Sedicesimi di finale          | Sessantaquattresimi di finale |
| 111 | Aaron Hill            | £1.000           | Non disputato        | Non disputato        | Sedicesimi di finale          | Non disputato                 |
| 112 | Dean Young            | £1.000           | Non disputato        | Non disputato        | Sedicesimi di finale          | Non disputato                 |
| 113 | Thor Chuan Leong      | £500             | Non qualificato      | Non qualificato      | Trentaduesimi di finale       | Sessantaquattresimi di finale |
| 114 | Ken Doherty           | £500             | Non qualificato      | Non qualificato      | Trentaduesimi di finale       | Sessantaquattresimi di finale |
| 115 | Chen Feilong          | £500             | Non qualificato      | Non qualificato      | Trentaduesimi di finale       | Sessantaquattresimi di finale |
| 116 | David Gilbert         | £500             | Non qualificato      | Non qualificato      | Trentaduesimi di finale       | Sessantaquattresimi di finale |
| 117 | Liam Highfield        | £500             | Non qualificato      | Non qualificato      | Trentaduesimi di finale       | Sessantaquattresimi di finale |
| 118 | Ronnie O'Sullivan     | £500             | Non disputato        | Non disputato        | Trentaduesimi di finale       | Non disputato                 |
| 119 | John Astley           | £0               | Non qualificato      | Non qualificato      | Sessantaquattresimi di finale | Sessantaquattresimi di finale |
| 120 | Sam Baird             | £0               | Non qualificato      | Non qualificato      | Sessantaquattresimi di finale | Sessantaquattresimi di finale |
| 121 | Alex Borg             | £0               | Non qualificato      | Non qualificato      | Sessantaquattresimi di finale | Sessantaquattresimi di finale |
| 122 | Si Jiahui             | £0               | Non qualificato      | Non qualificato      | Sessantaquattresimi di finale | Sessantaquattresimi di finale |
| 123 | Zhang Jiankang        | £0               | Non qualificato      | Non qualificato      | Sessantaquattresimi di finale | Sessantaquattresimi di finale |
| 124 | Andy Lee              | £0               | Non qualificato      | Non qualificato      | Sessantaquattresimi di finale | Sessantaquattresimi di finale |
| 125 | Simon Lichtenberg     | £0               | Non qualificato      | Non qualificato      | Sessantaquattresimi di finale | Sessantaquattresimi di finale |
| 126 | Hammad Miah           | £0               | Non qualificato      | Non qualificato      | Sessantaquattresimi di finale | Sessantaquattresimi di finale |
| 127 | Joe O'Connor          | £0               | Non qualificato      | Non qualificato      | Sessantaquattresimi di finale | Sessantaquattresimi di finale |
| 128 | Riley Parsons         | £0               | Non qualificato      | Non qualificato      | Sessantaquattresimi di finale | Sessantaquattresimi di finale |
| 129 | Adam Stefanow         | £0               | Non qualificato      | Non qualificato      | Sessantaquattresimi di finale | Sessantaquattresimi di finale |
| 130 | Ricky Walden          | £0               | Non qualificato      | Non qualificato      | Sessantaquattresimi di finale | Sessantaquattresimi di finale |
| 131 | Fan Zhengyi           | £0               | Non qualificato      | Non qualificato      | Sessantaquattresimi di finale | Sessantaquattresimi di finale |
| 132 | Alan McManus          | £0               | Non qualificato      | Non qualificato      | Sessantaquattresimi di finale | Non disputato                 |
| 133 | Steve Mifsud          | £0               | Non disputato        | Non disputato        | Non disputato                 | Non disputato                 |
| 134 | James Wattana         | £0               | Non disputato        | Non disputato        | Non disputato                 | Non disputato                 |